# Ramaz Šengelija
Ramaz Aleksandrovič Šengelija (in russo Рамаз Александрович Шенгелия?, in georgiano რამაზ შენგელია? Ramaz Shengelia; Kutaisi, 1º gennaio 1957 – Tbilisi, 21 giugno 2012) è stato un calciatore sovietico dal 1991 georgiano, di ruolo attaccante.

## Carriera

### Club
Con 120 reti all'attivo, tutte messe a segno con la maglia della Dinamo Tbilisi, è il decimo marcatore di sempre della storia del campionato dell'Unione Sovietica. Vanta 38 presenze e 19 reti nelle competizioni calcistiche europee con la maglia della Dinamo Tbilisi, di cui è primatista di reti in Europa.

### Nazionale
Ha disputato con la nazionale sovietica il Campionato mondiale di calcio 1982, scendendo in campo in tutti i 5 incontri disputati dai sovietici, e andando a segno in occasione del pareggio contro la Scozia.

## Biografia
È scomparso nel 2012 all'età di 55 anni a seguito di un attacco cardiaco.

## Palmarès

### Club

#### Competizioni nazionali
- Vysšaja Liga: 1

Dinamo Tbilisi: 1978
- Kubok SSSR: 1

Dinamo Tbilisi: 1979

#### Competizioni internazionali
- Coppa delle Coppe: 1

Dinamo Tbilisi: 1980-1981

### Nazionale
- Campionato d'Europa Under-21: 1

1980

### Individuale
- Calciatore sovietico dell'anno: 2

1978, 1981
- Capocannoniere della Vysšaja Liga: 1

1981 (23 gol)
- Capocannoniere della Coppa delle Coppe: 1

1981-1982 (6 gol)